# Ну, погоди! (выпуск 7)
Ну, погоди! (выпуск 7) — седьмой мультипликационный фильм из серии «Ну, погоди!».

## Сюжет
Волк-моряк пытается сесть на пароход вместе с Зайцем-отдыхающим, однако Морж-капитан не пропускает хищника без билета.
Волк пытается сесть на пароход тайно, однако всё время оказывается за бортом: притворяется собакой Слонихи-отдыхающей, но электромагнит выгружает его за пряжку ремня; идёт по швартовому канату, но прилетевшая в лицо газета ослепляет его, и он падает; поднимается на якоре, но Морж-капитан сбрасывает его.
Дуя в парус, Волк на паруснике догоняет отправившийся в плавание пароход и садится на него.
В ходе погони за Зайцем Волк попадает в смешные ситуации: драит палубу перед Моржом-капитаном, сражается с «живым» чемоданом Зайца, врезается в чайку, попадает в дымовую трубу.
В трюме Волк включает фонарь и пугается тени рук Зайца.
В трюме главные герои вместе затыкают пробоину набитыми мешками и откачивают воду насосом. После работы Волк предлагает Зайцу трубку, а тот ему — морковь.
Главные герои вместе гуляют по палубе. Однако Заяц случайными наступами отрывает штанины Волка.

## Создатели
| Авторы сценария           | Феликс Камов, Александр Курляндский, Аркадий Хайт                                               |
| Режиссёр                  | Вячеслав Котёночкин                                                                             |
| Художник-постановщик      | Светозар Русаков                                                                                |
| Оператор                  | Нина Климова                                                                                    |
| Звукооператор             | Георгий Мартынюк                                                                                |
| Музыкальное оформление    | Инна Липскерова                                                                                 |
| Ассистенты                | Елена Туранова, Владимир Рогов                                                                  |
| Монтажёр                  | Татьяна Сазонова                                                                                |
| Художники-мультипликаторы | Виктор Арсентьев, Олег Комаров, Леонид Каюков, Виктор Лихачёв, Фёдор Елдинов, Александр Панов   |
| Роли озвучивали           | Анатолий Папанов — Волк, Клара Румянова — Заяц, Владимир Сошальский — Морж (не указан в титрах) |
| Редактор                  | Аркадий Снесарев                                                                                |
| Директор картины          | Фёдор Иванов                                                                                    |

## Музыка
- Концертный эстрадный оркестр Всесоюзного радио и Центрального телевидения под управлением Георгия Гараняна — «Фантазия на темы песен Никиты Богословского» (Георгий Гаранян);
- Инструментальный ансамбль Ленинградского радио и телевидения под управлением Виктора Игнатьева — «Игрушка» (Семён Чебушев);
- Инструментальный ансамбль «Деак» — «Игривый трубач» (Тамаш Деак);
- «Быстрый танец» (Александр Лукиновский);
- Эстрадно-симфонический оркестр Всесоюзного радио и телевидения под управлением Генриха Дебиха — «Антифокстрот» (Лещек Богданович);
- Эдита Пьеха и ансамбль «Дружба» — «Только мы» (музыка — Никица Калоджера, слова — Ивица Краяч, русский текст — Михаил Рябинин).

В эпизоде с титрами звучит неизменная музыкальная композиция «Водные лыжи» Тамаша Деака в исполнении вокального ансамбля «Гармония» и инструментального ансамбля «Деак».

## Производство
По сценарию Анатолий Папанов должен был воскликнуть: «Ну, чемодан, погоди!». Однако актёр сделал по-своему: «Ну, чумадан, погоди!».